# I'm an Alcoholic
I'm an Alcoholic è un singolo della cantautrice italiana L'Aura, pubblicato nel 2017 ed estratto dall'album Il contrario dell'amore.

## Tracce
- Download digitale

1. I'm an Alcoholic – 3:30

## Video
Il videoclip della canzone è stato diretto da Jamie Robert Othieno.

## Classifiche
| Classifica (2017)         | Posizione massima |
| ------------------------- | ----------------- |
| Italia (airplay)          | 43                |
| Italia (airplay italiana) | 23                |